# Dominico Benedetto Cometta z Eckthurnu
Dominico Benedetto Cometta z Eckthurnu, či jen Dominico (počeštěně také Dominik) Cometta (15. století ? Itálie - kolem roku 1620, České Budějovice) byl renesanční architekt a stavitel italského původu působící ve službách jihočeských Rožmberků.

## Život a činnost

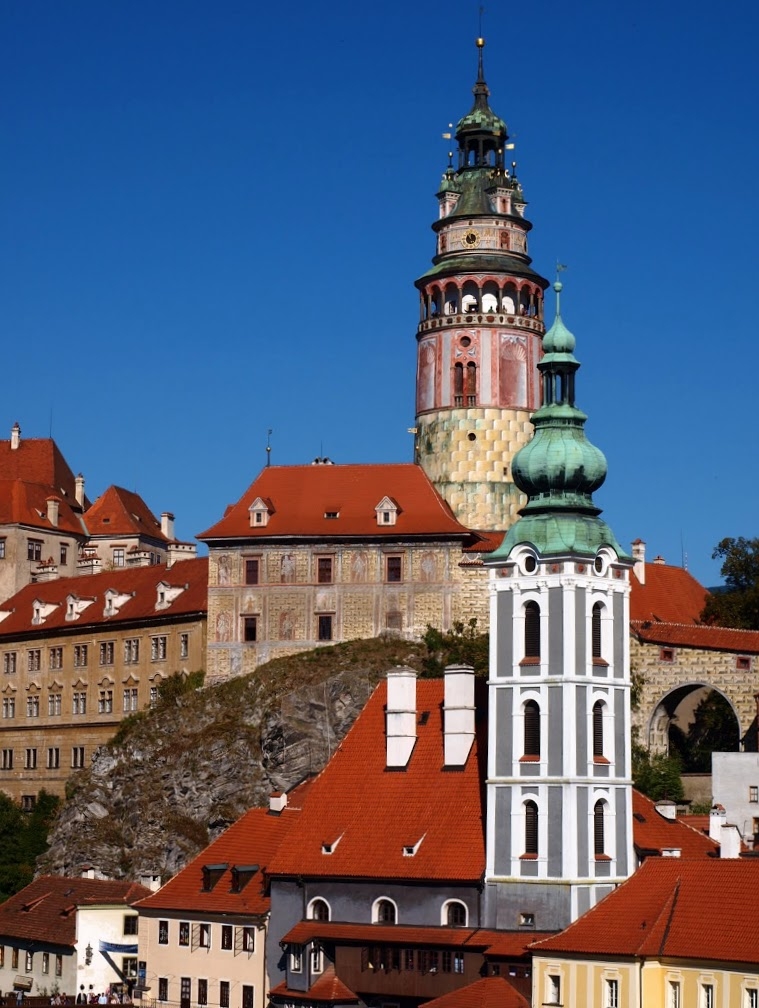
Kostel svatého Jošta v Českém Krumlově (v popředí s bílošedou věží)

Narodil se v Itálii. Do jižních Čech přišel zřejmě se svým bratrem Antoniem, jenž pracoval jako kameník. V Čechách Dominico pracoval nejprve jako pomocník svého švagra, rožmberského stavitele, Baldassara Maggiho z Arogna. V roce 1583 se Domenico přestěhoval do Č. Budějovic, kde žil až do své smrti. Tam získal příležitost navrhnout svůj první dům v Čechách, později jich v jihočeské metropoli následovalo více. Působil také v zámku v Hluboké nad Vltavou, kde mu šéfoval jeho švagr Baldassare Maggi. V letech 1609 až 1620 byl členem rady města Č. Budějovic. Hlavně se ale proslavil jako stavební mistr ve službách Rožmberků.
Později se stal architektem a působil ve službách Petra Voka z Rožmberka (1539-1611). Jím byl pověřen několika stavbami v Českém Krumlově, např. Budějovické brány (1598-1602), kostela sv. Jošta, pivovaru - renesančního domu Široká č. p. 71 či městské zbrojnice.
Na počátku 17. století byl také realizátorem projektu renesanční přestavby třeboňského zámku, dále potom místní brány (Budějovická brána), nebo o tzv. Dlouhou chodbu, která spojuje místní zámek s klášterem.